# Хуліан Алонсо
Хуліан Алонсо (ісп. Julián Alonso; нар. 2 серпня 1977) — колишній іспанський тенісист.
Найвищу одиночну позицію світового рейтингу — 30 місце досяг 15 червня 1998, парну — 53 місце — 31 серпня 1998 року.
Здобув 2 одиночні та 2 парні титули.
Найвищим досягненням на турнірах Великого шолома був чвертьфінал в парному розряді.
Завершив кар'єру 2003 року.

## Фінали турнірів ATP за кар'єру

### Одиночний розряд: 3 (2–1)
| Легенда                         |
| ------------------------------- |
| Турніри Великого шлема (0–0)    |
| Фінали Світового туру ATP (0–0) |
| Серія Мастерс ATP (0–0)         |
| Серія турнірів ATP (0–0)        |
| Світова серія ATP (2–1)         |

| Фінали за покриттям |
| ------------------- |
| Тверде (0–0)        |
| Ґрунт (2–1)         |
| Трава (0–0)         |
| Килим (0–0)         |

| Фінали за типом корту |
| --------------------- |
| Відкритий корт (2–1)  |
| Закритий корт (0–0)   |

| Результат | В-П | Дата     | Турнір            | Рівень        | Покриття | Суперник     | Рахунок            |
| --------- | --- | -------- | ----------------- | ------------- | -------- | ------------ | ------------------ |
| Поразка   | 0–1 | Лип 1997 | Кіцбюель, Австрія | Світова серія | Ґрунт    | Філіп Девулф | 6–7(2–7), 4–6, 1–6 |
| Перемога  | 1–1 | Лис 1997 | Сантьяго, Чилі    | Світова серія | Ґрунт    | Марсело Ріос | 6–2, 6–1           |
| Перемога  | 2–1 | Чер 1998 | Болонья, Італія   | Світова серія | Ґрунт    | Карім Аламі  | 6–1, 6–4           |

### Парний розряд: 3 (2–1)
| Легенда                         |
| ------------------------------- |
| Турніри Великого шлема (0–0)    |
| Фінали Світового туру ATP (0–0) |
| Серія Мастерс ATP (0–0)         |
| Серія турнірів ATP (0–0)        |
| Світова серія ATP (2–1)         |

| Фінали за покриттям |
| ------------------- |
| Тверде (1–0)        |
| Ґрунт (1–1)         |
| Трава (0–0)         |
| Килим (0–0)         |

| Фінали за типом корту |
| --------------------- |
| Відкритий корт (2–1)  |
| Закритий корт (0–0)   |

| Результат | В-П | Дата     | Турнір                | Рівень           | Покриття | Партнер          | Суперники                          | Рахунок       |
| --------- | --- | -------- | --------------------- | ---------------- | -------- | ---------------- | ---------------------------------- | ------------- |
| Перемога  | 1–0 | Вер 1997 | Марбелья, Іспанія     | Світова серія    | Ґрунт    | Карім Аламі      | Альберто Берасатегі Хорді Бурільйо | 4–6, 6–3, 6–0 |
| Поразка   | 1–1 | Лис 1997 | Сантьяго, Чилі        | Світова серія    | Ґрунт    | Ніколас Лапентті | Гендрік Ян Давідс Ендрю Кратцманн  | 6–7, 7–5, 4–6 |
| Перемога  | 2–1 | Сер 1998 | Connecticut Open, США | Серія Інтернешнл | Тверде   | Хав'єр Санчес    | Брендон Коуп Дейв Ренделл          | 6–4, 6–4      |

## Фінали ATP Челленджер і ITF Ф'ючерс

### Одиночний розряд: 4 (2–2)
| Легенда              |
| -------------------- |
| ATP Челленджер (2–2) |
| ITF Ф'ючерс (0–0)    |

| Фінали за покриттям |
| ------------------- |
| Тверде (0–0)        |
| Ґрунт (2–2)         |
| Трава (0–0)         |
| Килим (0–0)         |

| Результат | В-П | Дата     | Турнір                 | Рівень     | Покриття | Суперник        | Рахунок       |
| --------- | --- | -------- | ---------------------- | ---------- | -------- | --------------- | ------------- |
| Поразка   | 0-1 | Тра 1997 | Дрезден, Німеччина     | Челленджер | Ґрунт    | Дік Норман      | 4–6, 4–6      |
| Перемога  | 1-1 | Лип 1997 | Венеція, Італія        | Челленджер | Ґрунт    | Марчелло Крака  | 6–3, 6–7, 6–0 |
| Перемога  | 2-1 | Лип 1997 | Контрексевіль, Франція | Челленджер | Ґрунт    | Андреа Гауденці | 6–4, 6–3      |
| Поразка   | 2-2 | Лип 2001 | Монтобан, Франція      | Челленджер | Ґрунт    | Олівер Гросс    | 0–6, 1–4 ret. |

### Парний розряд: 6 (2–4)
| Легенда              |
| -------------------- |
| ATP Челленджер (2–3) |
| ITF Ф'ючерс (0–1)    |

| Фінали за покриттям |
| ------------------- |
| Тверде (0–1)        |
| Ґрунт (2–3)         |
| Трава (0–0)         |
| Килим (0–0)         |

| Результат | В-П | Дата     | Турнір                    | Рівень     | Покриття | Партнер                  | Суперники                                      | Рахунок       |
| --------- | --- | -------- | ------------------------- | ---------- | -------- | ------------------------ | ---------------------------------------------- | ------------- |
| Поразка   | 0–1 | Сер 1996 | Аліканте, Іспанія         | Челленджер | Ґрунт    | Еміліо Санчес Вікаріо    | Хосе Антоніо Конде Нуно Маркес                 | 4–6, 5–7      |
| Перемога  | 1–1 | Чер 1998 | Загреб, Хорватія          | Челленджер | Ґрунт    | Маріано Пуерта           | Едуардо Ніколас Espin Херман Пуентес Альканьїс | 6–1, 6–4      |
| Перемога  | 2–1 | Лип 2000 | Венеція, Італія           | Челленджер | Ґрунт    | Александар Кітінов       | Андреа Гауденці Дієго Наргісо                  | 7–6(7–3), 7–5 |
| Поразка   | 2–2 | Чер 2001 | Вайден, Німеччина         | Челленджер | Ґрунт    | Г'юго Армандо            | Петр Ковачка Павел Курднач                     | без гри       |
| Поразка   | 2–3 | Чер 2001 | Андорра-ла-Велья, Андорра | Челленджер | Тверде   | Хайро Веласко мол.       | Денис Голованов Туомас Кетола                  | 3–6, 4–6      |
| Поразка   | 2–4 | Кві 2007 | Іспанія F15, Реус         | Ф'ючерс    | Ґрунт    | Герард Гранольєрс Пуйоль | Давід Марреро Пабло Сантос Гонсалес            | 4–6, 4–6      |

## Часовий графік результатів
| W | Ф | ПФ | ЧФ | #Р | КТ | К# | DNQ | A | NH |

### Одиночний розряд
| Турніри Великого шлему                 |     |     |     |     |     |       |     |     |
| Відкритий чемпіонат Австралії з тенісу |     | 2р  | 2р  | 1р  | К1р | 0 / 3 | 2–3 | 40% |
| Відкритий чемпіонат Франції з тенісу   | К2р | 1р  | 1р  | К1р | К3р | 0 / 2 | 0–2 | 0%  |
| Вімблдонський турнір                   |     | 1р  | 1р  |     |     | 0 / 2 | 0–2 | 0%  |
| Відкритий чемпіонат США з тенісу       | 1р  | 1р  |     |     |     | 0 / 2 | 0–2 | 0%  |
| В-П                                    | 0–1 | 1–4 | 1–3 | 0–1 | 0–0 | 0 / 9 | 2–9 | 18% |
| Тур ATP Мастерс 1000                   |     |     |     |     |     |       |     |     |
| Індіан-Веллс                           |     | 1р  |     |     |     | 0 / 1 | 0–1 | 0%  |
| Відкритий чемпіонат Маямі з тенісу     | 3р  | 1р  |     |     |     | 0 / 2 | 2–2 | 50% |
| Монте-Карло                            |     | 1р  |     |     |     | 0 / 1 | 0–1 | 0%  |
| Гамбург                                |     | 1р  |     |     |     | 0 / 1 | 0–1 | 0%  |
| Рим                                    |     | 1р  |     |     |     | 0 / 1 | 0–1 | 0%  |
| В-П                                    | 2–1 | 0–5 | 0–0 | 0–0 | 0–0 | 0 / 6 | 2–6 | 25% |

### Парний розряд
| Турніри Великого шлему                 |     |     |       |     |     |
| Відкритий чемпіонат Австралії з тенісу | 1р  | 1р  | 0 / 2 | 0–2 | 0%  |
| Відкритий чемпіонат Франції з тенісу   | ЧФ  | 1р  | 0 / 2 | 3–2 | 60% |
| Вімблдонський турнір                   |     |     | 0 / 0 | 0–0 | –   |
| Відкритий чемпіонат США з тенісу       | 1р  |     | 0 / 1 | 0–1 | 0%  |
| В-П                                    | 3–3 | 0–2 | 0 / 5 | 3–5 | 38% |
| Тур ATP Мастерс 1000                   |     |     |       |     |     |
| Індіан-Веллс                           | К2р |     | 0 / 0 | 0–0 | –   |
| Відкритий чемпіонат Маямі з тенісу     | 1р  |     | 0 / 1 | 0–1 | 0%  |
| Монте-Карло                            | 2р  |     | 0 / 1 | 1–1 | 50% |
| Гамбург                                | 1р  |     | 0 / 1 | 0–1 | 0%  |
| Рим                                    | 1р  |     | 0 / 1 | 0–1 | 0%  |
| В-П                                    | 1–4 | 0–0 | 0 / 4 | 1–4 | 20% |